# Идалия (ураган)
Ураган «Идалия» (англ. Hurricane Idalia) — мощный ураган 4 категории, нанесший значительный ущерб на юго-востоке Соединённых Штатов, особенно в Северной Флориде, во время сезона ураганов в Атлантике в 2023 году.

## Метеорологическая история

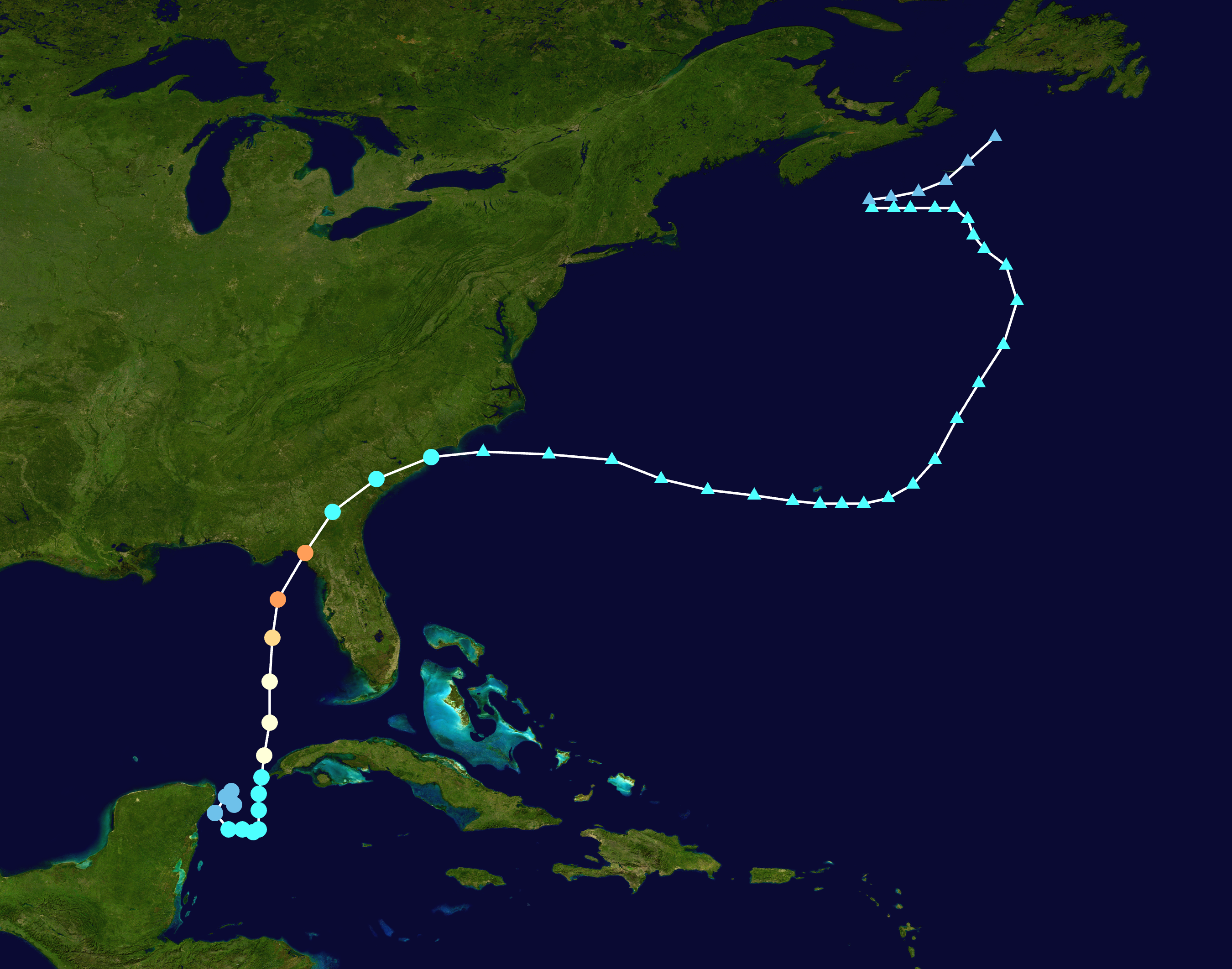
Карта пути и интенсивности Урагана Идалия по шкале Саффира–Симпсона

24 августа 2023 года в бассейне восточной части Тихого океана у побережья Центральной Америки образовалась зона низкого давления.
На следующий день тропический шторм перешёл в Атлантический бассейн и начал формироваться, продвигаясь на север через западную часть Карибского моря. Темпы формирования ускорились 26 августа, когда шторм был расположен вблизи северо-восточного полуострова Юкатан, и в 21:00 UTC он стал тропической депрессией. Позднее в тот же день и на следующий день впадина дрейфовала на север. Депрессия стала тропическим штормом Идалия в 15:15 UTC 27 августа после того, как рейс Охотников за ураганами сообщил, что скорость ветра усилилась до 40 миль/час (65 км/ч) Рано утром следующего дня Идалия начала двигаться на северо-восток к Юкатанскому каналу к западу от Кубы, усиливаясь по дороге.

Идалея, которая достигает пика интенсивности 4 категории и выходит на сушу 30 августа

К 09:00 UTC 29 августа, пройдя вблизи западного края Кубы, шторм развился достаточно, чтобы классифицировать его как ураган 1 категории. Позже в тот же день Идалия усилилась до 2 категории благодаря исключительным условиям, с температурой поверхности моря 88 °F (31 °C ), в целом низким сдвигом ветра и высоким уровнем относительной влажности. Затем он начал быстро усиливаться, достигнув 4-й категории утром 30 августа, за несколько часов до выхода на сушу, с максимальной скоростью ветра 130 миль/час (215 км/ч) и минимальным центральным давлением 940 мбар. Из-за этого произошло усиление ветра на 55 миль/час (89 км/ч) в течение 24-часового периода, закончившегося в 09:00 UTC 30 августа, что сделало это одним из самых быстрых темпов усиления тропического циклона, когда-либо наблюдавшегося в Атлантическом бассейне в течение 24 часов перед выходом на сушу. Усиление урагана было остановлено циклом замены глаза бури, что повлекло его некоторые ослабление перед выходом на сушу. Идалия обрушилась на сушу в 11:45 UTC, примерно в 20 милях (30 км) к югу от Перри, штат Флорида, как ураган 3 категории со скоростью ветра 125 миль/час (205 км/ч).
Продвигаясь через Северную Флориду, ураган ослаб, превратившись в тропический шторм позже в тот же день после пересечения Джорджии. Сильный юго-западный сдвиг ветра затем подтолкнул конвекцию шторма к северу и востоку от его центра, когда он двигался от северо-восточного побережья Южной Каролины и вышел в Атлантический океан утром 31 августа. В тот день, Идалия перешла в посттропический циклон примерно в 65 милях (105 км) к юго-востоку от  мыса Хаттерас, Северная Каролина. Когда шторм двигался на юго-восток на следующий день, легкое смещение ветра вдоль его пути позволило ему сохранить свою структуру и интенсивность, несмотря на отсутствие конвекции. 2 сентября шторм поразил Бермудские острова силой тропического штормового ветра, когда он проходил только на юг.